# 47 Аглаја
47 Аглаја (енгл. 47 Aglaja) је астероид главног астероидног појаса. Приближан пречник астероида је 126,96 km,
а средња удаљеност астероида од Сунца износи 2,877 астрономских јединица (АЈ).
Инклинација (нагиб) орбите у односу на раван еклиптике је 4,984 степени, а орбитални период износи 1783,237 дана (4,882 године). Ексцентрицитет орбите астероида износи 0,134.
Апсолутна магнитуда астероида износи 7,84 а геометријски албедо 0,080.
Астероид је откривен 15. септембра 1857. године.